# Francisco Acebal
Francisco López Acebal (Gijón, 5 aprile 1866 – Madrid, 5 settembre 1932) è stato uno scrittore e drammaturgo spagnolo.
Nel 1901 fondò a Madrid la rivista La lectura, che ebbe vita fino al 1920. È autore di romanzi e novelle, tra cui: De mi rincón (1902; "Dal mio angolo"), De buena cepa (1902; "Di buon ceppo"), El Calvario (1905).